# Miklós Szentkuthy
Miklós Szentkuthy (né Miklos Pfisterer le 2 juin 1908 à Budapest et mort dans la même ville le 18 juillet 1988) est un écrivain hongrois, romancier, essayiste et traducteur (de Swift, Dickens et Joyce).

## Biographie
Szentkuthy n'a que 26 ans lorsqu'il publie, en 1934, Prae, son premier roman qui se veut une description panoramique de la culture européenne des années 1920. Composé de peu d'intrigues et de rares dialogues, le roman multiplie en contrepartie les réflexions philosophiques et les descriptions d'intérieurs modernes. L'une des innovations formelles de Prae réside aussi dans la structure fragmentaire du texte qui présente cette succession de réflexions, de descriptions et de scènes en les liant vaguement les unes aux autres. Reçu avec indifférence par la critique au moment de sa parution, le roman est aujourd'hui reconnu comme le premier roman hongrois moderniste.
Szentkuthy a écrit une œuvre littéraire imposante et complexe, centrée sur les conflits entre l'Art et la vie, ou encore l'aspiration à la sainteté et l'érotisme. On y trouve notamment des biographies romancées de musiciens (Haendel, Haydn et Mozart), d'artistes (Dürer), d'écrivains (Goethe) ou de personnages historiques, rédigées sous la forme de recueils de fragments ou notes avec un luxe de métaphores audacieuses. Par l'aspect expérimental et l'érudition de son travail, il est parfois comparé à l'écrivain argentin Jorge Luis Borges. Jacques Roubaud le cite au nombre de ses sources d'inspiration pour son grand cycle autobiographique Le Grand Incendie de Londres.
En 1977, il reçoit le prix Attila-József qu'il partage avec Ágnes Gergely et, en 1988, le prix Attila-József.
Il a laissé un Journal inédit, d'environ cent mille pages, conservé dans 70 cartons aux archives du Musée littéraire Petőfi à Budapest.

## Œuvres
- 1939-1942, 1974, 1976, 1984 : Szent Orpheus breviáriuma. (Bréviaire de Saint-Orphée), 9 volumes.

Traductions en français
- Bréviaire de Saint-Orphée :
  - Tome 1 : En marge de Casanova, traduit par Georges Kassaï et Zéno Bianu, Phébus, 1991 ; réédition aux éditions Vies Parallèles, 2015.
  - Tome 2 : Renaissance noire, traduit par Georges Kassaï et Zéno Bianu, Phébus, 1991 ; réédition aux éditions Vies Parallèles, 2016.
  - Tome 3 : Escorial, traduit par Georges Kassaï et Robert Sctrick, Phébus, 1993 ; réédition aux éditions Vies Parallèles, 2017.
  - Tome 4 : Europa minor, traduit par Elizabeth Minik, Georges Kassai et Robert Sctrick, Phébus, 2006 ; réédition aux éditions Vies Parallèles, 2018.

- 1935 : Az egyetlen metafóra felé Vers l'unique métaphore, traduit par Eva Toulouze, Corti, 1991
- 1959 : Burgundi krónika Chronique burgonde, traduit par Georges Kassaï et Zéno Bianu, Seuil, 1996
- 1988 : Frivolitások és hitvallások Les Confessions frivoles, traduit par Georges Kassaï, Robert Sctrick et Zéno Bianu, Phébus, 1999
- 1991 : Barokk Róbert Robert baroque, traduction de Georges Kassaï et Gilles Bellamy, Corti, 1998
- 1993 : Ágoston olvasás közben En lisant Augustin, traduit par Eva Toulouze, Corti, 1996
- 1998 (publication posthume d'un écrit composé en 1935-1936) : Az alázat kalendariuma Le Calendrier de l'humilité, traduit par Dominique Radanyi et Georges Kassaï, Corti, 1998